# Андора (Савона)
Андора (итал. Andora) је насеље у Италији у округу Савона, региону Лигурија.
Према процени из 2011. у насељу је живело 6767 становника. Насеље се налази на надморској висини од 7 м.

## Становништво
Према резултатима пописа становништва 2011. у општини је живело 7.470 становника.
| 1931. | 1936. | 1951. | 1961. | 1971. | 1981. | 1991. | 2001. | 2011. |
| ----- | ----- | ----- | ----- | ----- | ----- | ----- | ----- | ----- |
| 2.131 | 2.284 | 2.464 | 3.328 | 4.695 | 6.068 | 6.564 | 6.767 | 7.470 |

## Партнерски градови
- Ларвик